# His 'n' Hers
His 'n' Hers je čtvrté studiové album anglické rockové skupiny Pulp. Je často považováno za průlomové album kapely.

## Seznam skladeb
Autorem hudby jsou Pulp; autorem textů je Jarvis Cocker.
1. „Joyriders“ – 3:25
2. „Lipgloss“ – 3:34
3. „Acrylic Afternoons“ – 4:09
4. „Have You Seen Her Lately?“ – 4:11
5. „Babies“ – 4:04
  - není na vinylové verzi
6. „She's a Lady“ – 5:49
7. „Happy Endings“ – 4:57
8. „Do You Remember the First Time?“ – 4:22
9. „Pink Glove“ – 4:48
10. „Someone Like the Moon“ – 4:18
11. „David's Last Summer“ – 7:01

## Obsazení
- Jarvis Cocker – zpěv, školní klavír, kytara Vox Marauder, EMS Synthi A
- Russell Senior – kytara Fender Stratocaster, housle, baskytara
- Candida Doyle – varhany Farfisa Compact Professional II, Stylophone 350S, Korg Trident II, klavír Fender Rhodes, klavír Wurlitzer, Hohner Clavinette, Steinway Grand Piano
- Nick Banks – bicí, perkuse, Treated Cymbals, tympány
- Steve Mackey – Fender Jazz Bass